# XBase
xBase es el término genérico para todos los lenguajes de programación que derivan del lenguaje de programación dBase, originalmente publicado por Ashton-Tate. Existen indicativos de que existió un predecesor no comercial.
La 'x' significa que existen diversos intérpretes y compiladores para este lenguaje. Una lista incompleta sería :
- dBase / Visual dBASE de dBASE Inc.
- (dBXL/Arago) QuickSilver
- Clipper de GrafxSoft
- FoxPro
- Visual FoxPro de Microsoft
- xBase++ de Alaska Software
- Recital de Recital Corp.
- Visual FlagShip de multisoft GmbH
- Clip
- Proyecto Harbour
- xHarbour

Ante el éxito de dBase, y la inexistencia de un compilador que generara ejecutables independientes (lo que obligaba a tener cargado dBase en memoria, y a haber comprado el producto completo si se quería usar un desarrollo en dBase), hizo que proliferaran los compiladores de terceros, que no sólo soportaban la sintaxis de dBase II/dBase III sino que la ampliaban y añadían características, superando en calidad al producto. Por otro lado esas extensiones propietarias impedían que ocurriera como en COBOL o C, que un programa podía portarse entre compiladores con respetar las normas estandarizadas. Ashton-Tate inició acciones judiciales contra todos los productos xBase de su tiempo alegando que el lenguaje era de su propiedad, y sólo con dBase IV incluyó un compilador. Tras su compra por Borland, estas acciones fueron retiradas (era parte del acuerdo), y Borland promovió el que se declara xBase como estándar ANSI. El comité ANSI comienza a trabajar en 1992 siendo Marc Schnapp su primer portavoz, y participando todas las casas con un producto xBase. Pero no logran un acuerdo al no estar dispuestos a ceder sus extensiones o a cambiar su sintaxis, pese a reconocer todos la necesidad de un estándar.
En 1993, la editorial de libros de informática Sybex, Inc. publica Xbase Cross Reference Handbook, de Sheldon M. Dunn, una referencia cruzada de los lenguajes xBase más usados del momento (dBASE III+, dBASE IV, FoxPro para DOS, FoxPro para Windows, FoxPro para Macintosh y Clipper 5.1). Con 1352 páginas y un peso de 5.1 libras, se convierte en la biblia de los programadores xBase (sobre todo aquellos que deben simultanear diferentes entornos), y resuelve uno de los principales problemas documentales de la comunidad de usuarios. Tras esto, las compañías de soft deciden dividir sus manuales separando comandos de funciones, etc, y dividiendo el manual previo en 2 o 3 manuales, cada uno centrado en un tema. 1993 es también un punto de inflexión, al coincidir las compras de Ashton-Tate por Borland y la de Fox Software por Microsoft. Borland ha comprado también QuickSilver para dotarse de una base de desarrolladores con que encarar el lanzamiento de una versión de dBase para Windows (por entonces 3.1). En 1994, Borland lanzará dBase V para Windows y dBase V para DOS. Tras del fracaso comercial venderá el nombre y la línea de productos dBase a dBase Inc.
La decisión de Computer Associates de abandonar Clipper para volcarse en Visual Objects (que se saldará con otro fracaso sonado), provoca que se inicie una lenta migración a Visual FoxPro de parte de los desarrolladores xBase (al ser la única herramienta comercial completa disponible). Otra parte migrará a Delphi. Pero por otro lado se inicia el desarrollo de bibliotecas que doten a Clipper de soporte en Windows (la de mayor éxito será FiveWin), y comienzan a desarrollarse compiladores que soporten la sintaxis y herramientas de terceros de Clipper 5.2 (será el inicio de compiladores como xBase++). El ascenso de Linux y el movimiento de código abierto motivará a una comunidad ya acostumbrada a desarrollar y mantener bibliotecas gratuitas mediante BBS a desarrollar sus propios compiladores, varios de ellos respaldados por desarrolladores de herramientas comerciales con amplia experiencia en el mundo xBase.
Puede encontrarse una comunidad de soporte a desarrolladores que está focalizada principalmente en Clipper, FoxPro y xBase++ en la web The Oasis, nacida en 1996 como BBS. Microsoft mantiene una lista de websites relacionadas con Visual FoxPro.
La reciente (2011) decisión de Alaska Software de volcarse a apoyar al público de Visual FoxPro ha tenido una alta repercusión en la comunidad VFP.